# Via de' Tornabuoni
La Via de' Tornabuoni o Via Tornabuoni es una de las calles más lujosas del centro histórico de Florencia, Italia. Discurre desde la Piazza Antinori al Ponte Santa Trinita, atravesando la Piazza Santa Trinita. Es una de las calles más elegantes de Florencia desde el Renacimiento y en la actualidad se caracteriza por la presencia de las mejores boutiques de diseñadores de alta moda y joyería.

## Historia

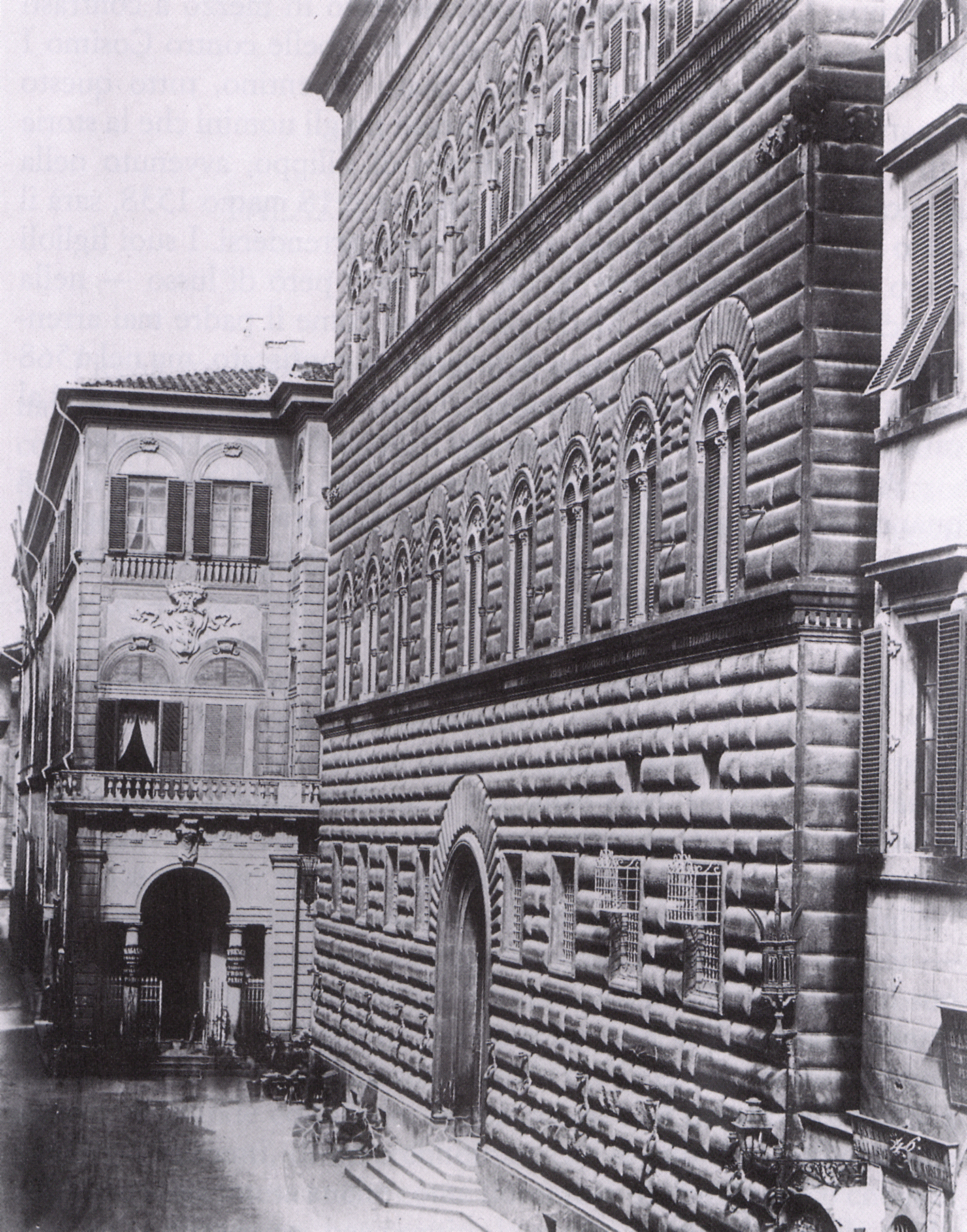
La calle antes de 1857, con la logia del Cigoli al lado del Palazzo Strozzi

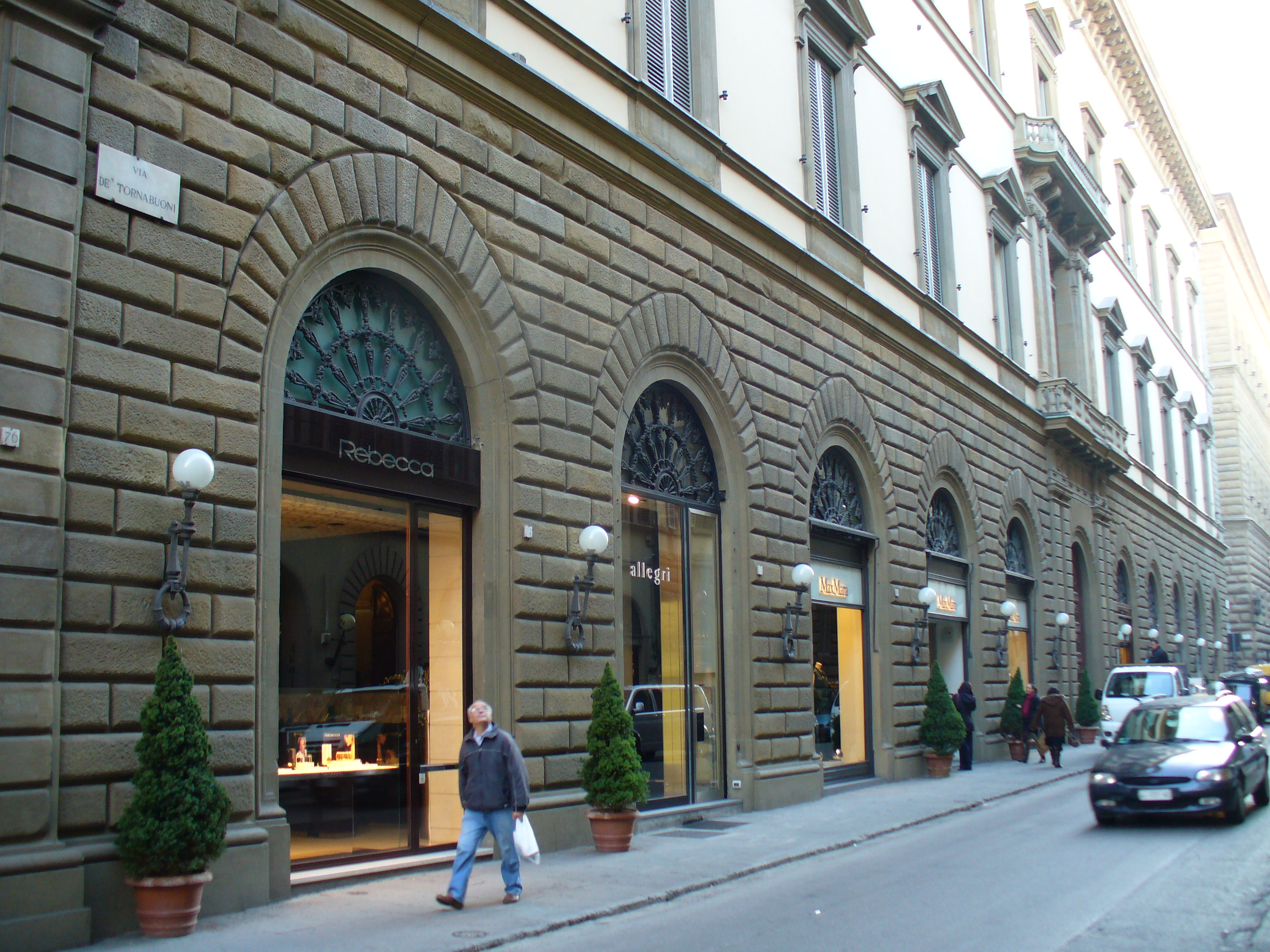
Via de' Tornabuoni

Antiguamente pasaban a lo largo de la calle actual las murallas romanas y en la época matildina el lecho del Mugnone. Cerca del actual Palazzo Strozzi se encontraba la Porta di Brancazio, mala pronunciación de "San Pancrazio", que termina su un puente para unirse a la actual Via del Parione. Con la ampliación de las murallas en el siglo XII, el riachuelo fue desviado pasando por via de' Fossi, se enterró el antiguo lecho y se amplió la calle que ya existía a lo largo del curso. La calle, incluida por tanto en las nuevas murallas, tuvo más nombres: Via Larga dei Legnaiuoli, por los carpinteros de la zona, y Via dei Belli Sporti, por la vocación escenográfica que distinguía desde la antigüedad la calle. Desde el siglo XIII se construyeron en la calle edificios residenciales, torres y posadas, con mayor densidad entre la Via Strozzi y la Piazza Antinori, donde era más estrecha que en el tramo hacia el río Arno. En los dos extremos de la calle había arquitectura religiosa: la antigua chiesa di San Michele in Betelde, probablemente de origen lombardo, y la abadía vallombrosana de Santa Trinita, del siglo XIII, construida en la ubicación de una iglesia primitiva dedicada a Santa Maria dello Spasimo.
En el siglo XIV la calle ya tenía palacios de dimensiones notablemente superiores a la arquitectura entonces dominada por casas-torres y viviendas pequeñas: destacaban el palazzo Spini-Feroni, la torre dei Gianfigliazzi y el palazzo Cambi-Del Nero en sus versiones antiguas, antes de las transformaciones posteriores. En el siglo XV llegó el Renacimiento con la construcción del palazzo Antinori, el palazzo Tornabuoni (de Michelozzo), que da nombre a la calle, y el enorme palazzo Strozzi, que consolidó el papel de Via Tornabuoni como lugar noble y de representación.
La época de oro de la calle comenzó en la época gran ducal, cuando pasaban por allí los desfiles de carruajes, que desde el palazzo Pitti atravesaban via Maggio y el ponte Santa Trinita. En el 1565 se erigió la Columna de la Justicia en pórfido que aún hoy distingue la perspectiva de la calle.
Aquí se celebraban regularmente desfiles, marchas y juegos de calle, como carreras de caballos, partidos de pallone col bracciale (antepasado del tenis) o de calcio florentino, o el Torneo dell'Anello, competición de arcieri para pasar una flecha dentro de un anillo suspendido en medio de la calle. En el siglo XVII se renovaron las fachadas del palazzo Giaconi y el palazzo della Commenda da Castiglione, mientras se erigieron ex novo el palazzo Viviani della Robbia y la logia del Palazzo Tornabuoni según el proyecto de Ludovico Cigoli. También se reconstruyó la fachada de Santa Trinita y se inició la reconstrucción de la Iglesia de San Michele con formas monumentales, dedicándola a San Gaetano dei Teatini. En el siglo XVIII se reconstruyó el segundo Palazzo Tornabuoni con gusto arcaico, mientras se reestructuró en estilo neoclásico la fachada del palazzo Gherardi-Uguccioni y otros. En esa época, con la creación de los lungarni (calles que discurren al lado del río Arno), se demolió la Torre degli Spini y el pintoresco pero maltratado Arco dei Pizzicotti, situados entre el río y el Palazzo Spinti-Feroni.
El estrechamiento de la calle a la altura del Palazzo Tornabuoni era un obstáculo para las obras de prolongación de la calle. Por esta razón este palacio fue "cortado" después de 1857, y se construyó una nueva fachada con la antigua logia del siglo XVII trasladada al ángulo opuesto. En los primeros años del siglo XX la calle asume su aspecto actual, con la remodelación del Palazzo Dudley de Adolfo Coppedè.
Con ocasión del desfile oficial de Benito Mussolini y Adolf Hitler el 9 de mayo de 1938 se colocó una doble fila de luces en la calle, que permanecieron hasta los años setenta.
Desde el 24 de junio de 2011, la calle es peatonal.

## Edificios
En la calle y sus dos extremos hay numerosos edificios históricos, los más importantes de los cuales son:
Lado este, desde el Arno

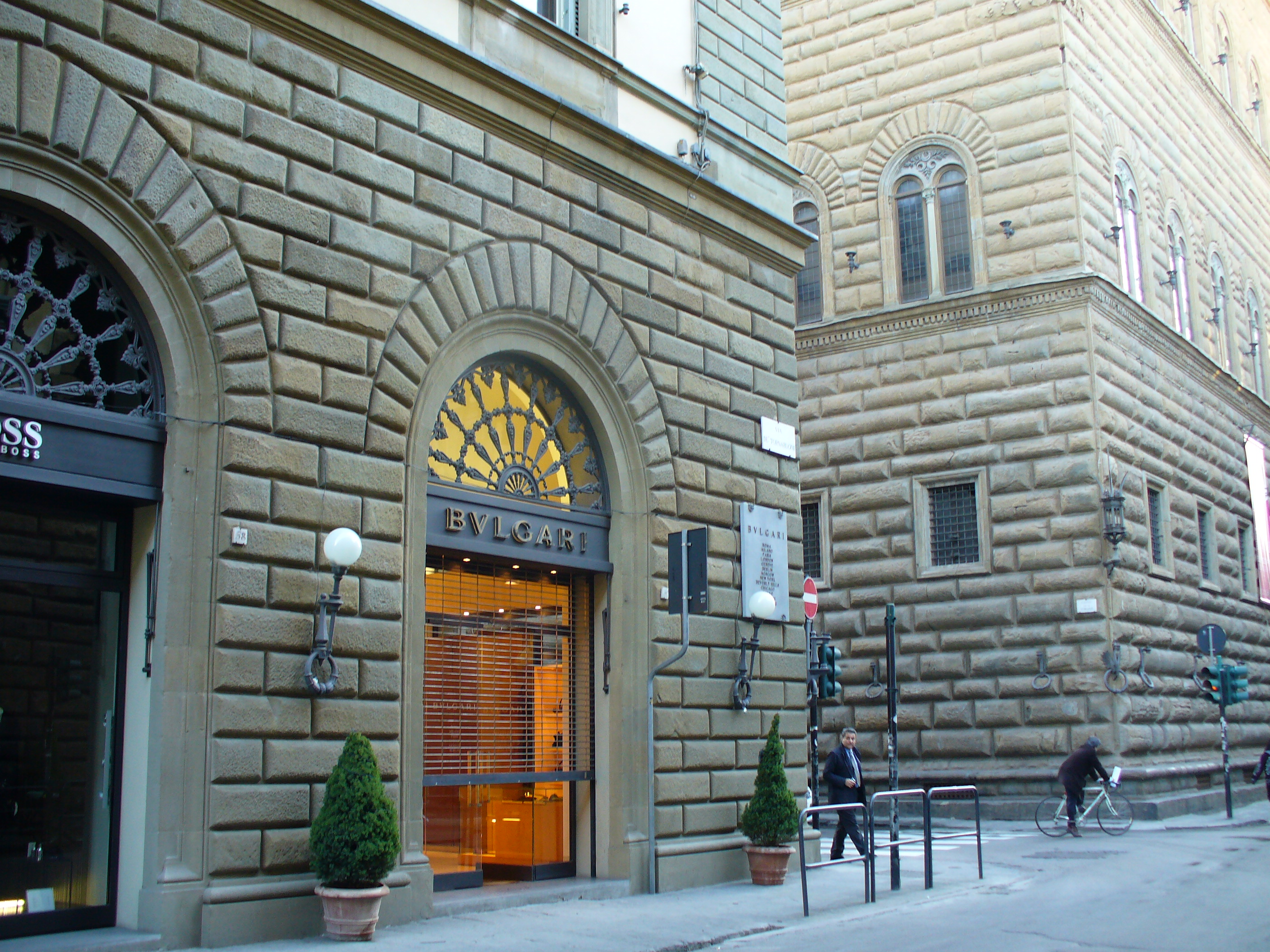
Palazzo Corsi y Palazzo Strozzi

- Palazzo Spini Feroni, del siglo XIV, actualmente sede del Museo Salvatore Ferragamo;
- Palazzo Buondelmonti (en la Piazza Santa Trinita), típico ejemplo de los edificios residenciales patricios de finales del siglo XV;
- Palazzo Bartolini Salimbeni (en la Piazza Santa Trinita), de Baccio d'Agnolo, realizado entre 1517 y 1520 en estilo romano;
- Palazzo Medici Tornaquinci, antiguamente Cambi del Nero, del siglo XV, toma su nombre de la familia creada por la fusión de un ramo de la familia Medici y otro de la Tornabuoni;
- Palazzo Altoviti Sangalletti, que albergaba en el siglo XIX el Caffè Doney;
- Palazzo Strozzi, uno de los palacios renacentistas más importantes de Florencia, de Benedetto da Maiano y Simone del Pollaiolo, construido entre 1489 y 1534;
- Palazzo Tornabuoni, antiguamente Corsi, imponente edificio que ocupa casi toda una manzana; fue construido a finales del siglo XVI, pero "cortado" en el siglo XIX, cuando se alargó la calle;

Lado oeste, desde el Arno

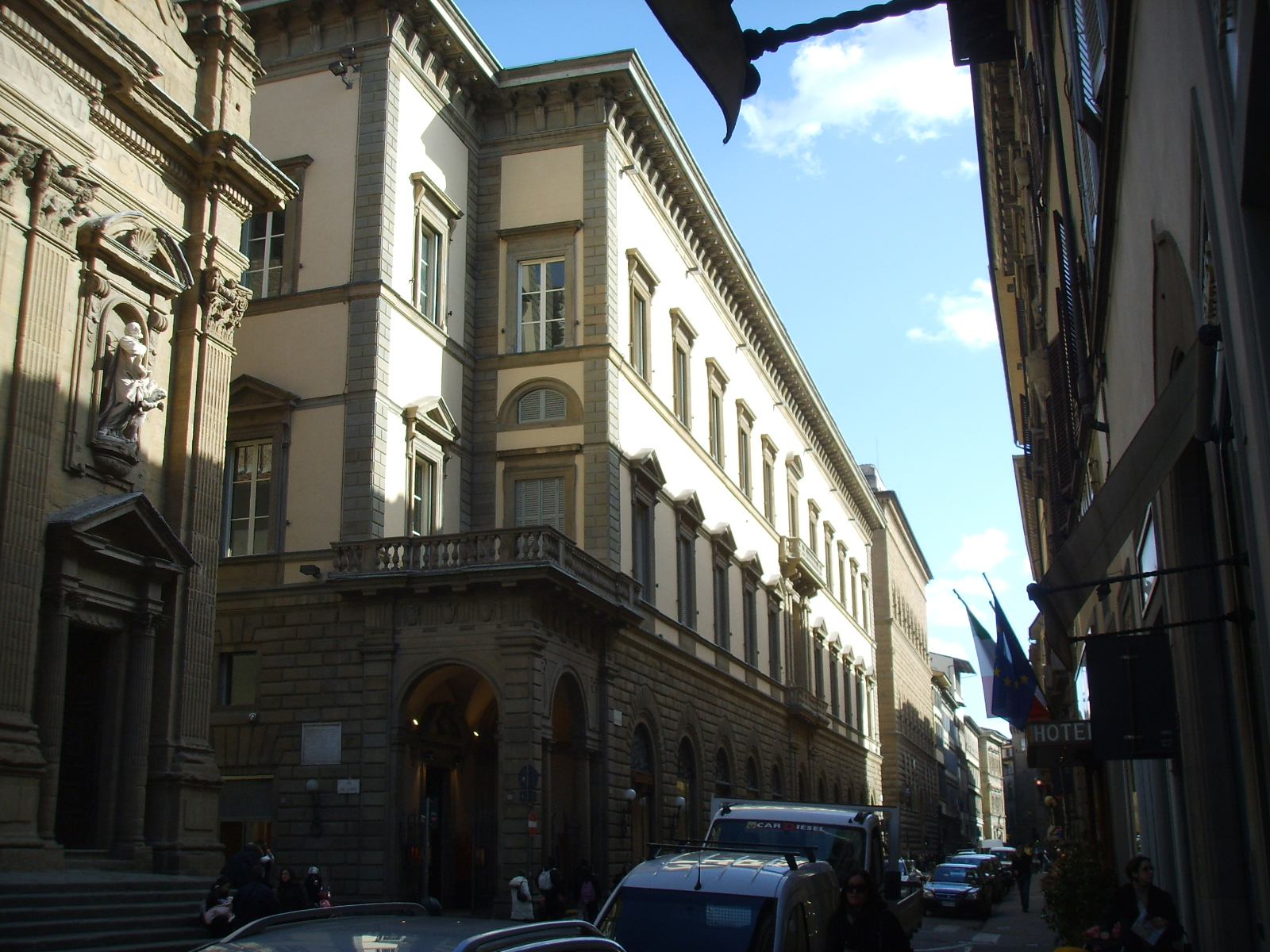
Palazzo Corsi-Tornabuoni

- Palazzo Piccioli, angolo Lungarno Corsini
- Torre dei Gianfigliazzi, del siglo XIII, construida por una de las familias florentinas más ricas de la época;
- (Piazza Santa Trinita con la basilica di Santa Trinita)
- Palazzo Minerbetti, el primero tras la Piazza Santa Trinita, del siglo XIV;
- Palazzo Strozzi del Poeta (o Giaconi), llamado así porque su propietario Giovan Battista Strozzi era escritor;
- Palazzo del Circolo dell'Unione (antiguamente Corsi y della Commenda da Castiglione), edificado en el 1559 por Vasari;
- Palazzo Gherardi Uguccioni o Alamanni, restaurado a comienzos del siglo XIX;
- Palazzo Dudley, antiguamente di Orazio Rucellai, con la logia encajada entre la Via della Vigna Nuova y la Via della Spada;
- Palazzo Viviani della Robbia, de Giovan Battista Foggini;
- Palazzetto Tornabuoni, fue casi un anexo del gran Palazzo Tornabuoni
- Palazzo Larderel, antiguamente Palazzo Giacomini, de Giovanni Dosio;
- Palazzo Beccanugi, decorado con frescos y estucos;
- Palazzo Antinori (en Piazza Antinori), construido entre 1461 y 1469 por Giuliano da Maiano.

Al final de la calle, en la Piazza Antinori, se encuentra también la Iglesia de San Gaetano, obra maestra del barroco florentino.

## La calle en la actualidad

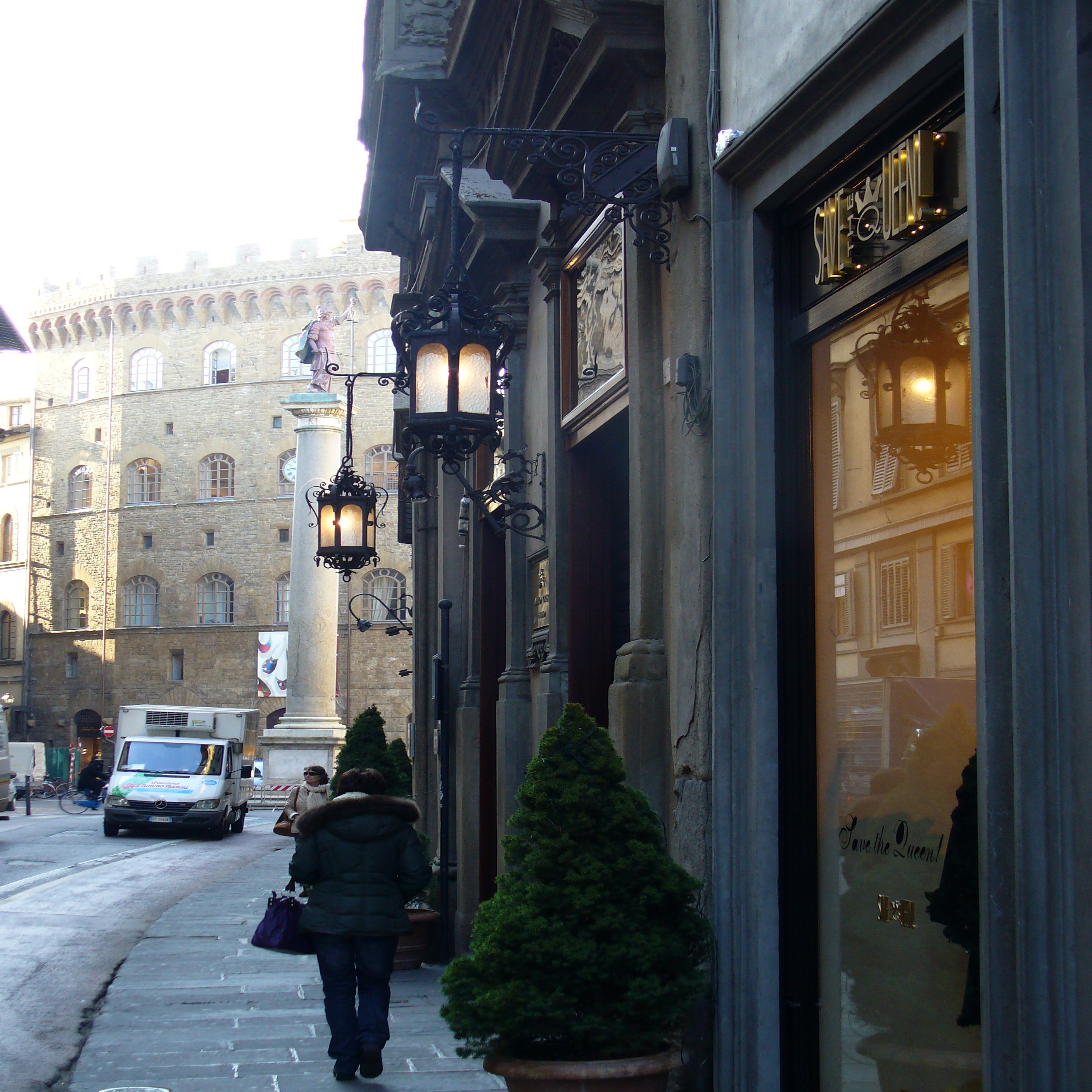
Una boutique en la Via de' Tornabuoni

En la actualidad la calle mantiene una atmósfera refinada, pero la proliferación de las boutiques (Gucci y Ferragamo en primer lugar), ha hecho de la calle una fashion victim, en el sentido de que sus antiguos locales históricos han tenido que dejar paso en los últimos años al negocio más rentable de la alta moda. Entre los locales históricos cerrados en los últimos veinte años está la prestigiosa Librería Seeber, activa desde 1865, o el Caffè Casoni, donde se inventó el famoso cóctel Negroni.
Además, esta zona, siendo una de las más caras de la ciudad, está prácticamente despoblada por la tarde y los fines de semana, cuando están cerradas las lujosas tiendas, los bancos, los estudios de arquitectos, médicos y abogados, únicas actividades presentes en la zona. En los últimos años se ha intentado evitar la "desvitalización" total de la calle haciendo, por ejemplo, que la tienda de moda (Roberto Cavalli) que ha sustituido el Caffè Giacosa mantuviera en su interior un café, como lugar de encuentro, aparte de compras.